# Virginia Biddle
Virginia Biddle (1910-2003) est une showgirl et une danseuse de revue américaine. Jusqu'en 1931, elle participa régulièrement aux spectacles des Ziegfeld Follies.

## Biographie
Native du Kansas, Virginia Biddle fit la connaissance du public de Broadway parmi les showgirls de Show Boat, en 1927. Son talent de danseuse lui permit de délaisser les tableaux vivants de l'Hollywood Restaurant pour la scène des revues. De petite taille, elle fut l'une des pony girls qui constituaient le premier rang des Ziegfeld Girls. Après s'être vue confier une partie de danse dans la comédie musicale Rio Rita, en 1928, elle participa régulièrement aux suivantes - Smiles (1930-1931), Hot-Cha! (1932) - ainsi qu'à l'ultime revue des Ziegfeld Follies, en 1931.
En juillet 1931, Virginia fut blessée dans l'explosion aux abords de Long Island du yacht Chevalier II, propriété de Harry Richman, où son amie et partenaire de scène Helen Walsh trouva la mort. Bien qu'ayant participé à la représentation donnée en la mémoire d'Helen, Virginia mit bientôt fin à sa carrière scénique du fait des suites de l'accident, ses brûlures aux pieds et aux chevilles la contraignant à abandonner la danse. Elle intenta un procès à Richman mais n'obtint que 50 $ de dommages et intérêts, au lieu des 50 000 $ escomptés.
Après son départ de la scène, elle se maria deux fois et donna naissance à trois enfants, dont une fille. Elle vécut à Old Saybrook, dans le Connecticut, où elle mena avec succès une carrière d'agent immobilier. Blessée dans un accident de voiture en 2003, elle mourut peu de temps après.